# Alemania, año cero
Alemania, año cero (en italiano Germania anno zero) es una película neorrealista de Roberto Rossellini rodada en Berlín y estrenada en 1948. La obra es parte de  una trilogía realizada por el director sobre la posguerra, a la que pertenecen también Roma, ciudad abierta y Paisà, que fueron rodadas en Italia.
La película explora la herida dejada por el nazismo, que afectó de forma terrible y profunda a una generación simbolizada por el protagonista. Como en muchas películas neorrealistas, Rossellini utilizó principalmente actores locales no profesionales. Filmó en locaciones de Berlín y tenía la intención de transmitir la realidad en Alemania un año después de su destrucción casi total en la Segunda Guerra Mundial . Contiene imágenes dramáticas del Berlín bombardeado y de la lucha humana por la supervivencia tras la destrucción de la Alemania nazi . Al explicar sus ideas sobre el realismo en una entrevista, dijo que "el realismo no es otra cosa que la forma artística de la verdad".

## Argumento
La acción transcurre en Berlín, ciudad devastada por los bombardeos y ocupada por tropas aliadas. Edmund, un chico de 12 años, intenta ayudar a su familia y sale en busca de dinero por la calle vendiendo objetos de valor. Su padre está muy enfermo y necesita reposo constante. Su hermana es acusada falsamente de prostituirse para los soldados extranjeros. Edmund acaba uniéndose a un grupo de jóvenes delincuentes y a una joven huérfana sexualmente precoz. 
Deambulando por las calles, Edmund se reencuentra con un antiguo profesor, el Sr. Enning, claramente retratado por Rossellini como un hombre pedófilo debido a la forma exagerada con la que muestra interés y acaricia al joven. El profesor le pide que venda un disco con un discurso de Hitler en el mercado negro y, como recompensa, le da un objeto del mismo valor.
Al ver cómo la salud del padre se deteriora, decide pedir ayuda a Enning. Este, sin embargo, le responde diciendo que en tiempo de tanta dificultad debe imperar la ley del más fuerte y que mejor sería que muriese. El discurso, de tintes nazis, del profesor junto con las quejas del padre que se siente un estorbo para todos los que lo rodean lleva a Edmund a pensar que su deber es matarlo y, por eso, envenena su comida. Edmund le cuenta a Enning lo que hizo y este recibe la noticia con horror y lo echa de su casa negando cualquier responsabilidad en lo ocurrido.
Edmund vaga por las calles sin rumbo. No logra jugar con los otros niños que lo rechazan. Ve una iglesia y agacha la cabeza apesadumbrado. Finalmente llega a su calle, con edificios en escombros y sube a lo alto de un edificio en ruinas frente a su casa, donde se pone a jugar con un pedrusco como si fuese una pistola, disparándose a sí mismo en la frente y luego imitando los disparos de la guerra. Desde lo alto ve cómo llega a su casa un camión a recoger el cadáver de su padre. Sus hermanos, que ignoran dónde está, gritan en la calle llamándole para que vaya al entierro. Edmund no responde y se retira de la ventana sin que le hayan visto. Sus hermanos y vecinos se van. Finalmente, Edmund se asoma y mira una última vez su casa, y se suicida tirándose desde lo alto del edificio.

## Producción
Rossellini visitó Berlín en marzo de 1947 con una vaga idea de hacer esta película. Luego regresó a Roma y obtuvo fondos para la película de la compañía francesa Union Générale Cinématographique y sus amigos Salvo D'Angelo y Alfredo Guarini. También consiguió equipos y empleados de la empresa alemana Sadfi. Regresó a Berlín en julio de 1947 para continuar con la investigación para la película y seleccionar un elenco adecuado. Durante ese tiempo, el director Billy Wilder estaba en Berlín filmando A Foreign Affair, y Wilder incluso satirizó la película de Rossellini con un personaje que se parece a Edmund. Wilder dijo más tarde que lamentaba haber satirizado a Rossellini en su película, cuando había tratado de emular y copiar su estilo.
Como era su costumbre, Rossellini eligió los actores de la película entre personas no profesionales que encontró en la calle. Encontró a Ernst Pittschau sentado en los escalones de la entrada de una casa de retiro y descubrió que había sido actor de cine mudo cuarenta años antes. Vio a la exbailarina de ballet Ingetraud Hinze parada en una línea de comida y se quedó impactado con la expresión de desesperación en su rostro. Franz-Otto Krüger provenía de una familia de académicos y había sido encarcelado por la Gestapo durante la guerra. Otros papeles más pequeños fueron emitidos con gente como un ex general de la Wehrmacht, un exluchador, un profesor de literatura e historia del arte, una modelo y un grupo de niños que estaban aburridos de vivir en las calles.
Para el papel principal de Edmund, Rossellini quería encontrar a un joven alemán que se pareciera físicamente a su hijo Romano Rossellini, recientemente fallecido. Después de audicionar a varios niños pequeños, Rossellini fue una noche a una función del circo Barlay para ver a los elefantes. Allí vio a un acróbata de once años llamado Edmund Meschke e inmediatamente le pidió que hiciera una audición para él. Rossellini peinó el cabello de Meschke para que se pareciera a su hijo y, asombrado por el parecido físico, lo eligió de inmediato para el papel principal. La película comienza con el título "Esta película está dedicada a la memoria de mi hijo Romano. -Roberto Rossellini" 

## Rodaje
El rodaje comenzó el 15 de agosto de 1947 sin un guion formal y Rossellini instruyó a los actores para que improvisaran sus diálogos. Rossellini dirigió la película en francés y tuvo que depender de Max Colpet para que le tradujera durante el rodaje. Mientras filmaba en las calles de Berlín, Rossellini quedó asombrado por la indiferencia hacia el equipo de filmación de la gente de la calle, que estaba demasiado preocupada por intentar conseguir comida y sobrevivir. Cuando Rossellini fue a Roma durante una semana en medio del rodaje para pasar un tiempo con su entonces amante Anna Magnani, Carlo Lizzani dirigió algunas escenas en su ausencia. A mediados de septiembre, el rodaje de locaciones en Berlín terminó después de 40 días y la producción se mudó a Roma el 26 de septiembre de 1947 para filmar las escenas interiores.
Cuando los actores alemanes llegaron a Roma tuvieron que esperar hasta noviembre para reanudar el rodaje porque los decorados de la película no se habían construido. Para noviembre, los alemanes previamente desnutridos habían ganado una cantidad notable de peso mientras estaban en Roma y tuvieron que someterse a dietas estrictas para mantener la continuidad con sus escenas anteriores. Después de que se completó el rodaje en Roma, la mayoría de los actores alemanes no querían volver a Berlín y algunos se escaparon a la campiña italiana. El presupuesto final de la película fue de 115.000 dólares.

## Recepción
La película fue muy diferente en muchos aspectos de las obras neorrealistas anteriores de Rossellini, ya que se filmó principalmente en un estudio y utilizó proyecciones de pantalla trasera para las escenas de Berlín. Muchos críticos que anteriormente habían defendido a Rossellini condenaron la película por ser melodramática y decepcionantemente poco realista. Rossellini afirmó que quería "contar la historia de un niño, de una criatura inocente que una educación 'utópica' distorsionada indujo a cometer un asesinato en la creencia de que estaba realizando un gesto heroico. Pero aún no se ha extinguido en él una débil luz de moralidad; impulsado por esos pequeños destellos de conciencia, confundido, se suicida.”  Jean Georges Auriol lo calificó de precipitado y superficial. Andre Bazin lo llamó "no una película sino un boceto, un borrador de una obra que Rossellini no nos ha dado". Sin embargo, L'Écran français la calificó de revolucionaria y Charlie Chaplin dijo que era "la película italiana más hermosa" que había visto en su vida. Rossellini dijo que "no creo que sea posible decir más cosas malas sobre una película que las que se dijeron sobre Alemania Año Cero ".
A la mayoría de los alemanes no les gustó la actitud negativa y pesimista de la película. La película se proyectó por primera vez en Alemania en 1952 en una breve proyección en un club de cine de Múnich y no se volvió a ver hasta que se proyectó en la televisión alemana en 1978. En 1949, el crítico de cine austriaco Hans Habe la calificó como "una película aterradora ... no artísticamente, sino porque sería aterrador si el mundo viera la nueva Alemania como la ve Rossellini". Se estrenó en Nueva York en septiembre de 1949 y fue comparada negativamente con Ladrones de bicicletas . Bosley Crowther dijo que la película tenía "un extraño vacío de sentimiento genuino". Sin embargo, ganó el Leopardo de Oro y el premio al Mejor Director en el Festival Internacional de Cine de Locarno en 1948.